# Tim Kolff
Willem Marinus (Tim) Kolff (Deil, 6 februari 1882 - Sonnenburg, 25 januari 1944) was burgemeester van Deil en verzetsstrijder.

## Levensloop
Tim Kolff, telg uit het patriciërsgeslacht Kolff, studeerde rechten te Utrecht en werd in 1914 burgemeester van Deil. Dit ambt nam hij over van zijn vader Marius Kolff, die burgemeester was van 1880 tot 1913. Kolff was tweemaal getrouwd, beide keren met een familielid. In 1927 trouwde hij met Sara Lydia Kolff, met wie hij in 1928 een dochter, Hermina Elisabeth Cornelia (roepnaam Liesbeth), kreeg. Hij scheidde van haar in 1935 en in datzelfde jaar hertrouwde hij met Emmerentia Johanna Sara Kolff.
Kolff beschikte over durf, doorzettingsvermogen en ondernemingszin, maar beschikte ook over diplomatieke gaven. Hij ontpopte zich als bemiddelaar in bedrijfsconflicten, onder andere bij de Chamotte Unie in Geldermalsen, waar in 1930 een staking was uitgebroken.

### N.V. Waterleiding Mij. Gelderland
Dankzij Kolff's inspanningen was Deil, ondanks hevig verzet vanuit de eigen bevolking en gemeenteraad, een van de eerste plattelandsgemeenten in de Betuwe die op het waterleidingnet werden aangesloten. Op 15 november 1935 vond de inbedrijfstelling plaats. Op 13 januari 1938 werd te Deil de N.V. Waterleiding Mij. Gelderland (thans onderdeel van Vitens) opgericht, waarin Kolff samenwerkte met baron van Verschuer, burgemeester van de buurgemeente Beesd. De statutaire vestiging van deze onderneming bleef tot 1961 in Deil. In 1958 werd waterleidingpompstation Kolff te Waardenburg naar hem vernoemd.

### Verzetswerk
Kolff was een van de voormannen van de Ordedienst uit de groep van generaal jhr. Willem Röell en was vanaf het begin van de bezetting door nazi-Duitsland actief in het verzet in de Betuwe. Hij stond bekend als "de kleine man" en zorgde onder andere voor vervalste papieren, onderhield contacten met een sabotagegroep en hielp met het wegsmokkelen van mensen naar Engeland en Zwitserland. Zijn verzetswerk bleef helaas niet onopgemerkt: hij werd bij thuiskomst op 8 augustus 1942 door de Sicherheitsdienst verrast, werd gearresteerd en bracht enige tijd door in de gevangenis van Scheveningen (Oranjehotel) (cel nr. 573). Kolff werd in eerste instantie ter dood veroordeeld maar kreeg gratie, zat in diverse concentratiekampen (onder andere kamp Vught en kamp Amersfoort) en werd eind oktober 1943 afgevoerd naar het concentratiekamp Sonnenburg, waar hij op 25 januari 1944 overleed.
Kolff kreeg postuum het Bronzen Kruis en te Deil werd de Mr. W.M. Kolffstraat naar hem vernoemd. Op 4 mei 1950 werd te Enspijk een herdenkingsmonument onthuld ter ere van de oorlogsslachtoffers uit de gemeente Deil, waar onder andere de naam van Kolff op vermeld staat.